# Sitio Caballero
Sitio Caballero är en ort i Mexiko.   Den ligger i kommunen San José Tenango och delstaten Oaxaca, i den sydöstra delen av landet, 290 km sydost om huvudstaden Mexico City. Sitio Caballero ligger 802 meter över havet och antalet invånare är 218.
Terrängen runt Sitio Caballero är kuperad norrut, men söderut är den bergig. Runt Sitio Caballero är det ganska tätbefolkat, med 86 invånare per kvadratkilometer. Närmaste större samhälle är Isla Soyaltepec, 18,0 km öster om Sitio Caballero. I omgivningarna runt Sitio Caballero växer i huvudsak städsegrön lövskog.